# Ottoneum
 (février 2025).
Si vous disposez d'ouvrages ou d'articles de référence ou si vous connaissez des sites web de qualité traitant du thème abordé ici, merci de compléter l'article en donnant les références utiles à sa vérifiabilité et en les liant à la section « Notes et références ».

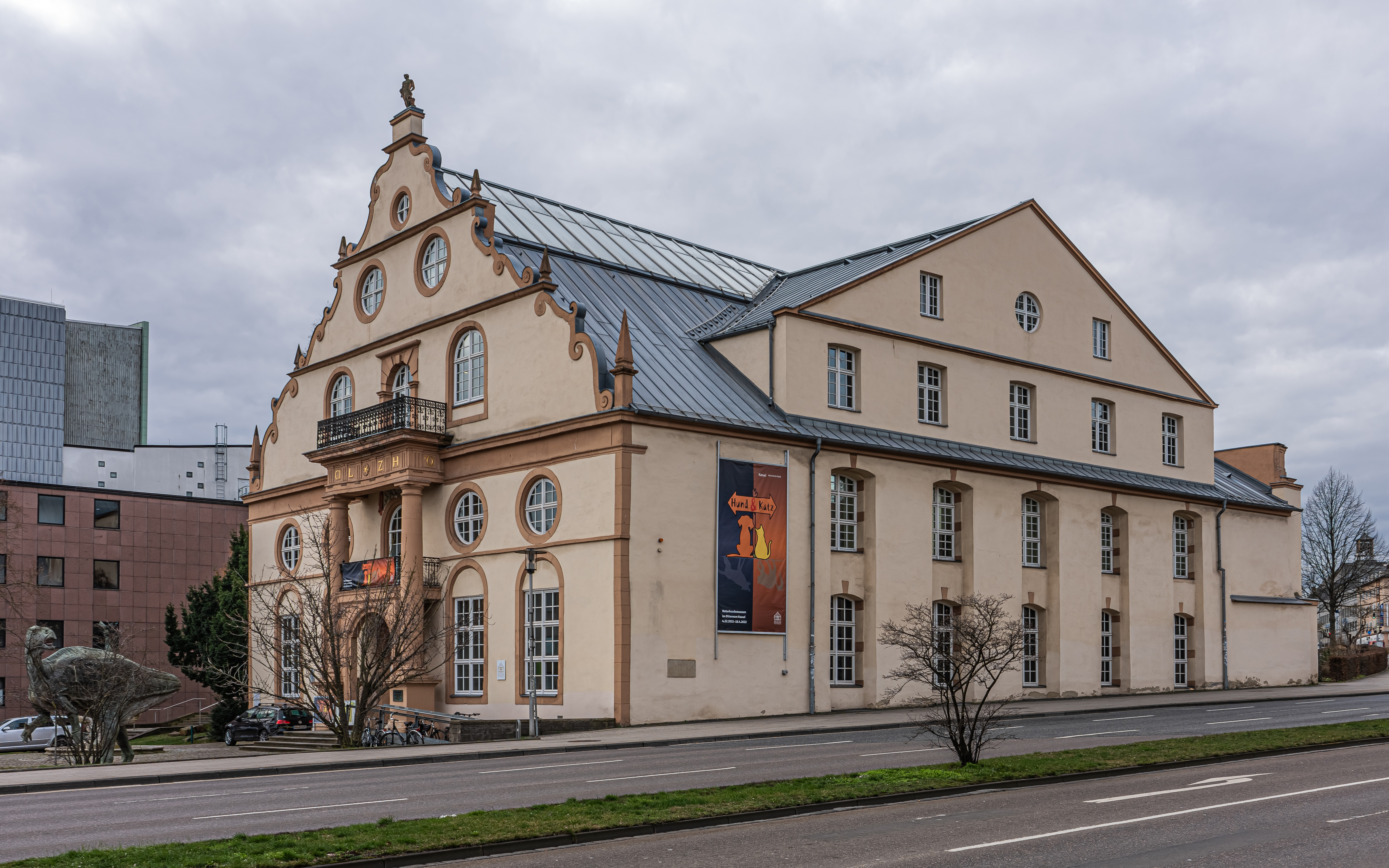
L'Ottoneum

Construit au tout début du XVIIe siècle comme théâtre, l'Ottoneum abrite le musée d'histoire naturelle de Cassel en Allemagne.

## Histoire
Théâtre construit sous Maurice de Hesse-Cassel entre 1603 et 1606 et nommé d'après son fils préféré Otto, le bâtiment est transformé à partir de 1690 par le maître d'œuvre Johann Conrad Giesler pour y installer les collections d'art et d'histoire naturelle de Charles Ier de Hesse-Cassel. Quelques années plus tard, celui-ci en fait une Kunsthalle et y installe le Collegium Carolinum.
En 1888 les collections d'histoire naturelle du musée Fridericianum sont transférées à l'Ottoneum.
Dans la nuit du 22 au 23 octobre 1943, le bâtiment est gravement endommagé par des bombes incendiaires et explosives et une grande partie des collections est détruite.

## Musée d'histoire naturelle

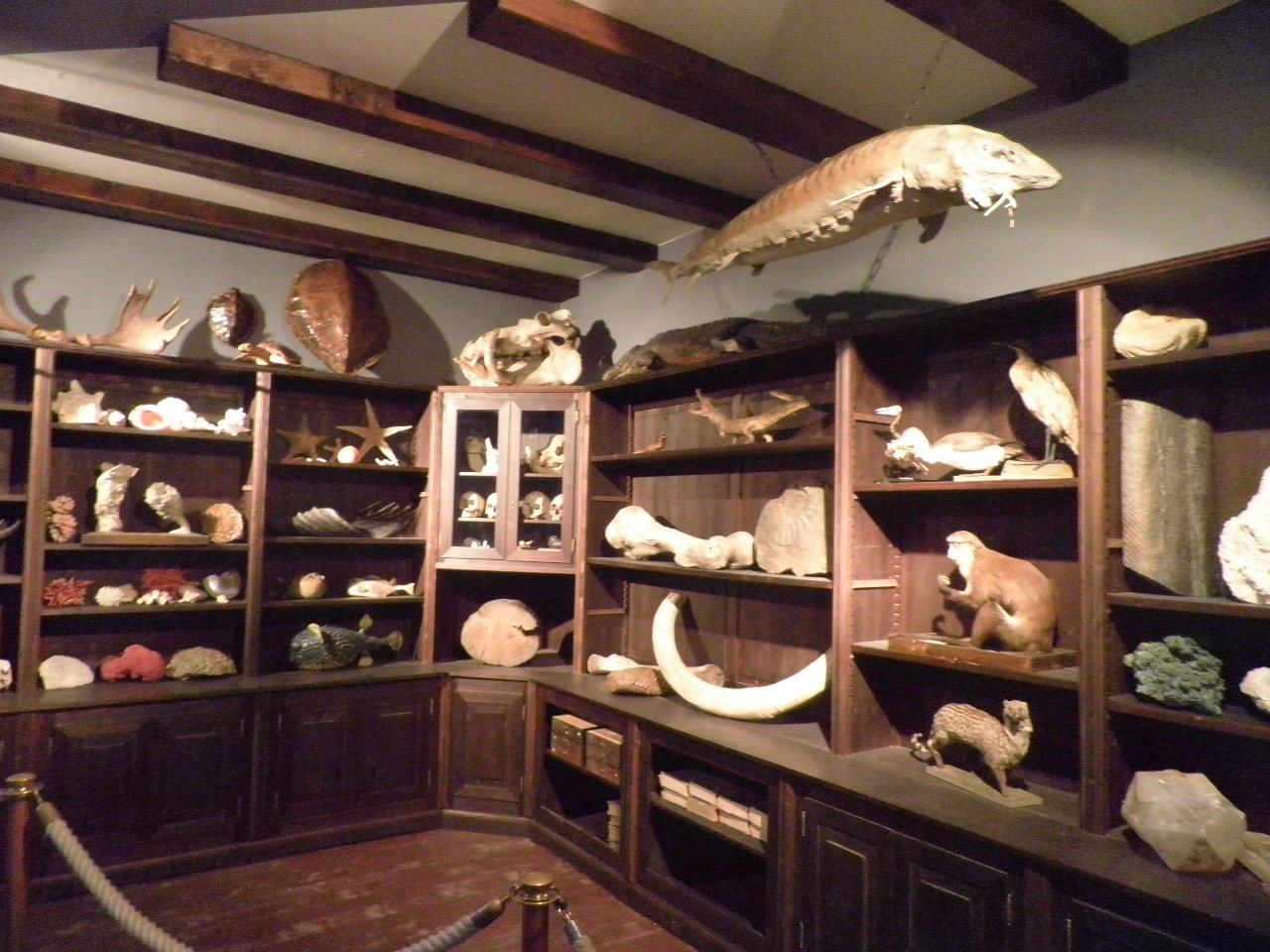
Collections d'histoire naturelle à l'Ottoneum.

Dès 1929, la ville de Cassel reprend la gestion du Musée royal d'histoire naturelle de Prusse. Après sa destruction de la Seconde Guerre mondiale, l'Ottoneum, reconstruit par la ville, devient le musée d'histoire naturelle de la ville de Cassel. Dans la seconde moitié des années 1990, le bâtiment est rénové et à nouveau transformé.
Trois étages sont réservés à des expositions permanentes sur le thème du changement dans la compréhension de la nature au fil des siècles ; les objets exposés proviennent en partie de l'histoire de 400 ans de la collection. S'y ajoutent des expositions temporaires et des programmes spéciaux pour les enfants.
Parmi les pièces les plus importantes se trouvent l'herbier Ratzenberger (de), qui date de la seconde moitié du XVIe siècle, la « bibliothèque de bois » de Carl Schildbach, et l'éléphant de Goethe, un des plus anciens montages de squelette de grand mammifère dans un musée allemand d'histoire naturelle.